# 龙江航空
龙江航空有限公司，（IATA：LT，ICAO：SNG，英文：LONGJIANG AIRLINES，呼号：雪雕），成立于2014年9月3日，是经中国民用航空局批准的从事航空客货运输服务的综合航空运输企业。公司主营运基地设在哈尔滨太平国际机场。
龙江航空先后取得中国民用航空局颁发的经营许可证书，运行合格审定证书，国家工商行政管理总局核发的企业法人营业执照。这是第一家总部设在黑龙江省的客货运航企。

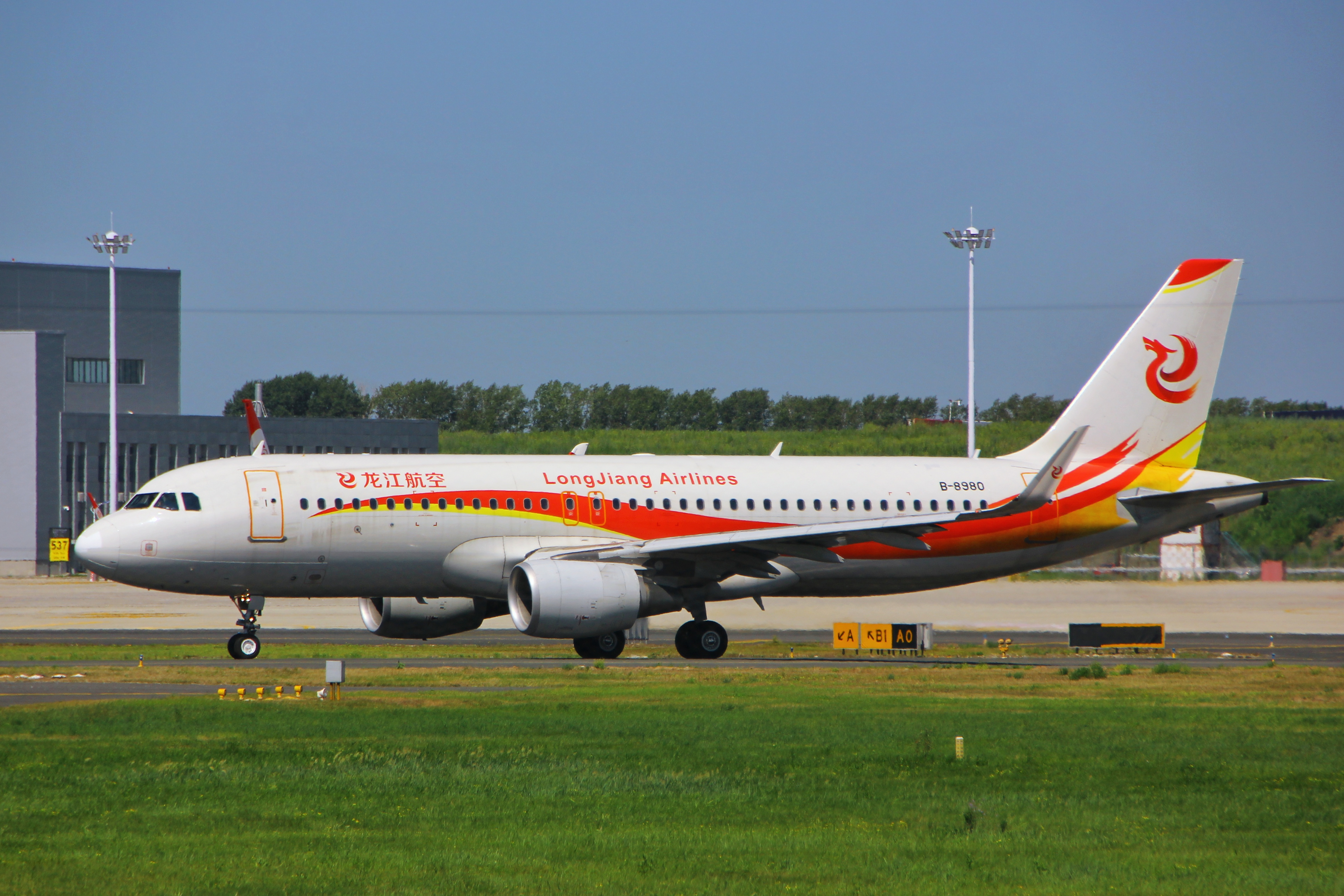
龙江航空A320在哈尔滨太平机场

## 股权
在易手前，龙江航空公司分別由哈尔滨亚翔航空建设投资公司（佔61%），以及哈尔滨湘玉金制品销售公司（佔37%）控股。注册资本8亿元。
而在第二次拍賣後，江蘇艾方資產管理公司為龍江航空的大股東，佔股98%。

## 历史
2017年2月9日，龙江航空取得CCAR-121部运行合格证。
2017年2月10日，龙江航空首航成功，首航航线为哈尔滨-合肥-珠海。
2018年1月22日，开通哈尔滨—南昌航线，已停航。
2018年8月15日，开通哈尔滨经停洛阳至北海的航线，每周六班，已停航。
2018年9月16日，开通哈尔滨至重庆航线，每日一班。
受2019冠状病毒病中国大陆疫情影響，加上長年資不抵債，法院下令在2020年9月拍賣龍江航空98%的股份，並由原股東的關連公司「北京盛达金业投资咨询公司」以8億600萬元人民幣投得。
不过，由于盛达金业未在期限内向法院交付剩余尾款，法院将在11月24日重新进行拍卖，原买受人（盛达金业）不得再次参与竞买。在第一轮拍卖作废後，盛达金业缴纳的6575万元保证金或将被法院扣除。
在第二次拍賣後，龍江航空最後由「江苏艾方资产管理公司」以7億7000萬元人民幣投得，是中国民航史上首家被拍卖的航空公司。
2021年2月10日，龙江航空变更注册地为南京，成为南京首个、江苏省第二个本土航空。
2022年6月10日，开通南京-昆明航线
2023年7月21日，开通哈尔滨-海拉尔航线
2024年4月30日，在太原市政府新闻发布会上宣布龙江航空将注册变更为太原航空集团，总部基地落地太原。
2025年5月2日，开通长春-太原航线。

## 机队

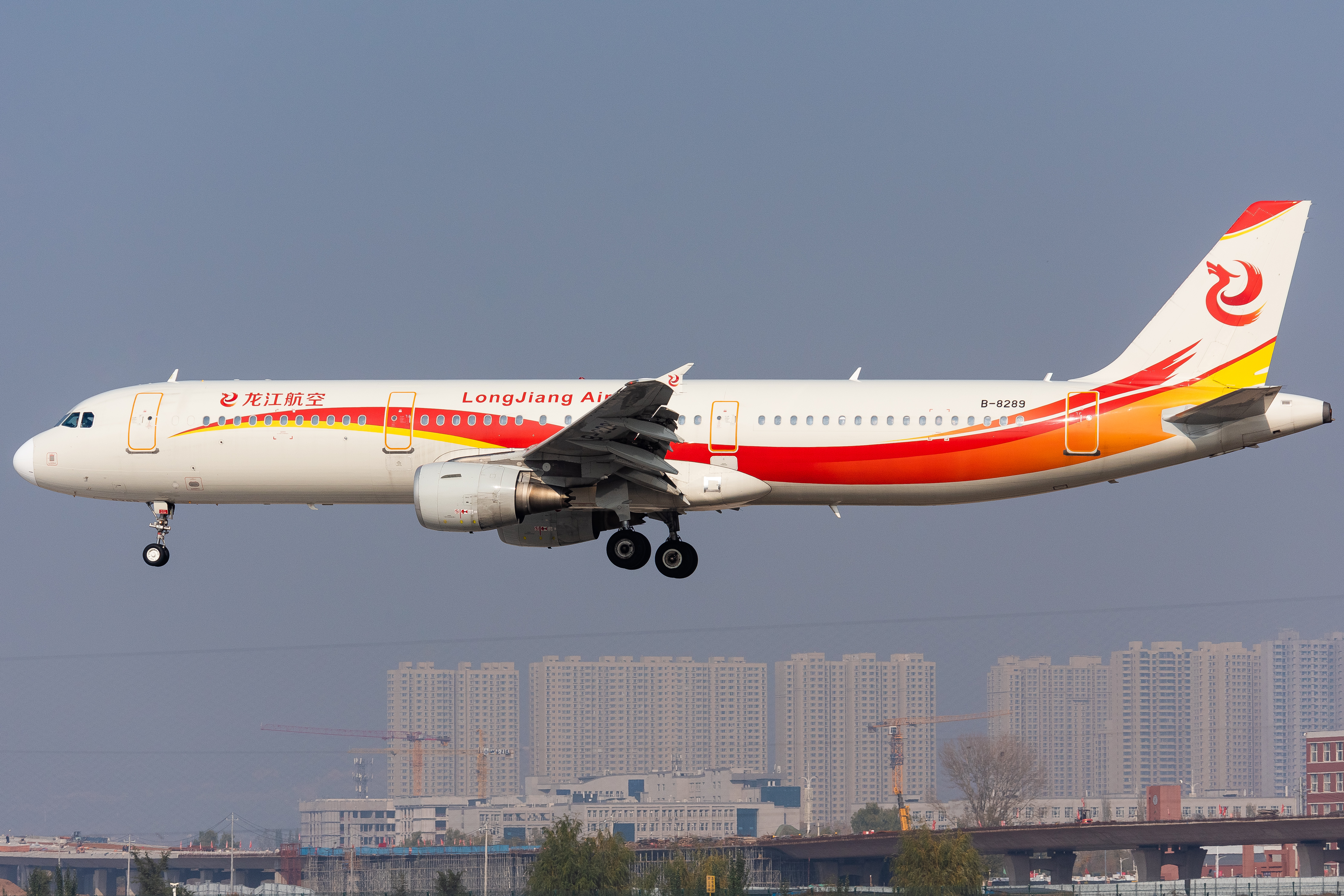
龙江航空A321

龙江航空现运营2架空中客车A321客机(B-8578、B-8289)，3架空中客车A320客机(B-6338、B-8980、B-6381)。

## 通航城市
合肥、珠海、银川、重庆、兰州、乌鲁木齐、深圳、银川、北海、南京、常州、忻州、义乌、宁波、嘉峪关、临汾、海口、太原、淮安、三亚、临沂、昆明、西宁、唐山、扬州、延安、南宁、南京。

## 外部連結
- 龙江航空 （页面存档备份，存于）（简体中文）
- 与上海证大投资发展股份公司的借贷纠纷[]
- 与黑龙江海富永业房地产开发公司的借款合同纠纷
- 中国飞机租赁（01848）宣布终止《龙江飞机租赁协议》[永久]